# Volkswagen Typ 166
Volkswagen Typ 166 (Schwimmwagen) — германский плавающий полноприводный автомобиль повышенной проходимости военного назначения, выпускавшийся с осени 1942 года до лета 1944 года для вермахта и войск СС.
Немецкая армия нуждалась в транспортном средстве, которое может использоваться на снегу, песке, воде и в грязи. Для выполнения всех этих условий Фердинанд Порше в 1939 году создаёт полноприводный «Type 87». В процессе дальнейшего развития 1 июля 1940 года компания F. Porsche KG получила заказ на разработку амфибии для вермахта.
В процессе производства с осени 1942 года до лета 1944 года было изготовлено свыше 14 000 штук таких автомобилей. Для удачного выхода на сушу инженерами была разработана переднеприводная трансмиссия (в обычном режиме Schwimmwagen и Volkswagen Käfer — обладали задним приводом), работающая вместе с понижающей передачей.
Военный автомобиль VW «Type 166» Schwimmwagen стал результатом совместной работы двух немецких конструкторов Фердинанда Порше и Эрвина Коменда. Он разрабатывался на базе модели автомобиля Volkswagen Käfer и был призван решать задачи транспортировки грузов и личного состава войск в плохо проходимых районах местности, содержащих в том числе и водные преграды. Основной задачей его создания была замена мотоциклов с коляской, состоявших на вооружении разведывательных и мотоциклетных батальонов, оказавшихся малопригодными для условий Восточного фронта.
Скорость автомобиля при движении на плаву не превышала 10 км/ч из-за относительно маломощного двигателя, несмотря на его обтекаемую форму. При езде по суше трехлопастный винт автомобиля, обеспечивающий движение автомобиля на плаву, смонтированный в кормовой части корпуса, откидывался назад и вверх и крепился ремнями. При этом автомобиль мог развивать скорость до 80 км/ч (на шоссе) и обладал превосходными качествами повышенной проходимости, а запас хода составлял 520 км. Автомобиль вмещал в себя трёх солдат с личным оружием и водителя, а также 7,92-мм пулемет MG 42, при этом, полезная нагрузка автомобиля составляла 435 кг. 
- Скорость на воде до 10 км/ч
- Запас хода по шоссе 520 км